# Buława (Pisarzowice)
Buława (dodatkowa nazwa w j. niem. Buhlau) – przysiółek wsi Pisarzowice w Polsce położony w województwie opolskim, w powiecie krapkowickim, w gminie Strzeleczki. Południowa część miejscowości znajduje się w granicach gminy Głogówek i powiatu prudnickiego. Historycznie leży na Górnym Śląsku, na ziemi prudnickiej.
Miejscowość wchodzi w skład sołectwa Pisarzowice.

## Historia

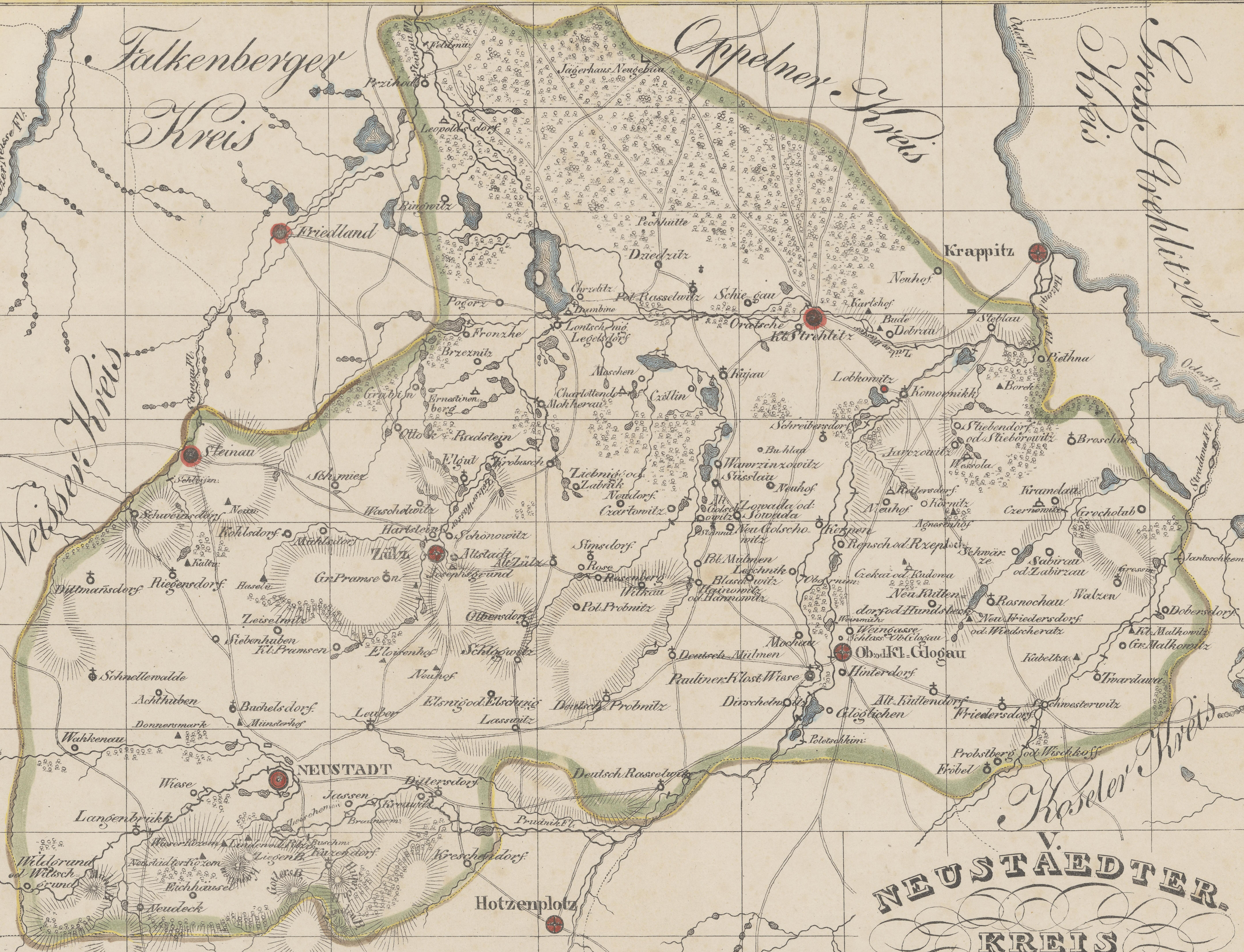
Buława (Buhlau) wśród miejscowości ziemi prudnickiej na mapie z XIX wieku

W skład Buławy wschodził folwark oraz kolonia. Majątek obejmował 634 morgi pól, 9 mórg ogrodów, 195 mórg łąk oraz 432 morgi lasów. Hodowano w nim konie, byki i owce. Pruski rocznik statystyczny z 1819 odnotowuje 28 mieszkańców miejscowości. Według topograficznego opisu Górnego Śląska z 1865, kolonię zamieszkiwało pięciu zagrodników i siedmiu chałupników z rodzinami. 18 listopada 1874 w lesie koło Buławy schwytany został zbójnik Karol Pistulka.
Według Meyers Gazetteer Buława była kolonią Zawady i liczyła 86 mieszkańców. W 1921 w zasięgu plebiscytu na Górnym Śląsku znalazła się tylko część powiatu prudnickiego. Buława znalazła się po stronie wschodniej, w obszarze objętym plebiscytem.
1 czerwca 1948 r. nadano miejscowości, wówczas administracyjnie związanej z Zawadą i należącej do powiatu prudnickiego, polską nazwę Pulów. W spisie gromad i miejscowości w powiecie prudnickim na dzień 1 stycznia 1953 wymieniono Buławę jako przysiółek Zawady. Według podziału administracyjnego województwa opolskiego na dzień 31 sierpnia 1964, Buława (Kolonia Pulów), jako przysiółek Zawady, należała do gromady Mochów.
W miejscowości znajdowało się gospodarstwo Państwowego Ośrodka Hodowli Zarodowej w Głogówku. W 1966 w przysiółku mieszkało 106 osób. W 1967 oddano do użytku drogę przez miejscowość, zbudowaną w czynie społecznym. W opracowanej w 1971 przez Powiatowy Inspektorat Statystyczny w Prudniku Statystycznej charakterystyce miejscowości w gromadach powiatu prudnickiego, miejscowość została wymieniona pod nazwami Kolonia Pulów i Buława. Do 1973 roku Buława należała do powiatu prudnickiego. W związku z reformą administracyjną, w 1973 Buława została odłączona od powiatu prudnickiego i przyłączona do nowo utworzonego krapkowickiego.
Według stanu na 31 grudnia 2010 miejscowość liczyła 111 mieszkańców. W 2012 miejscowość zamieszkiwało 96 osób.

## Zabytki

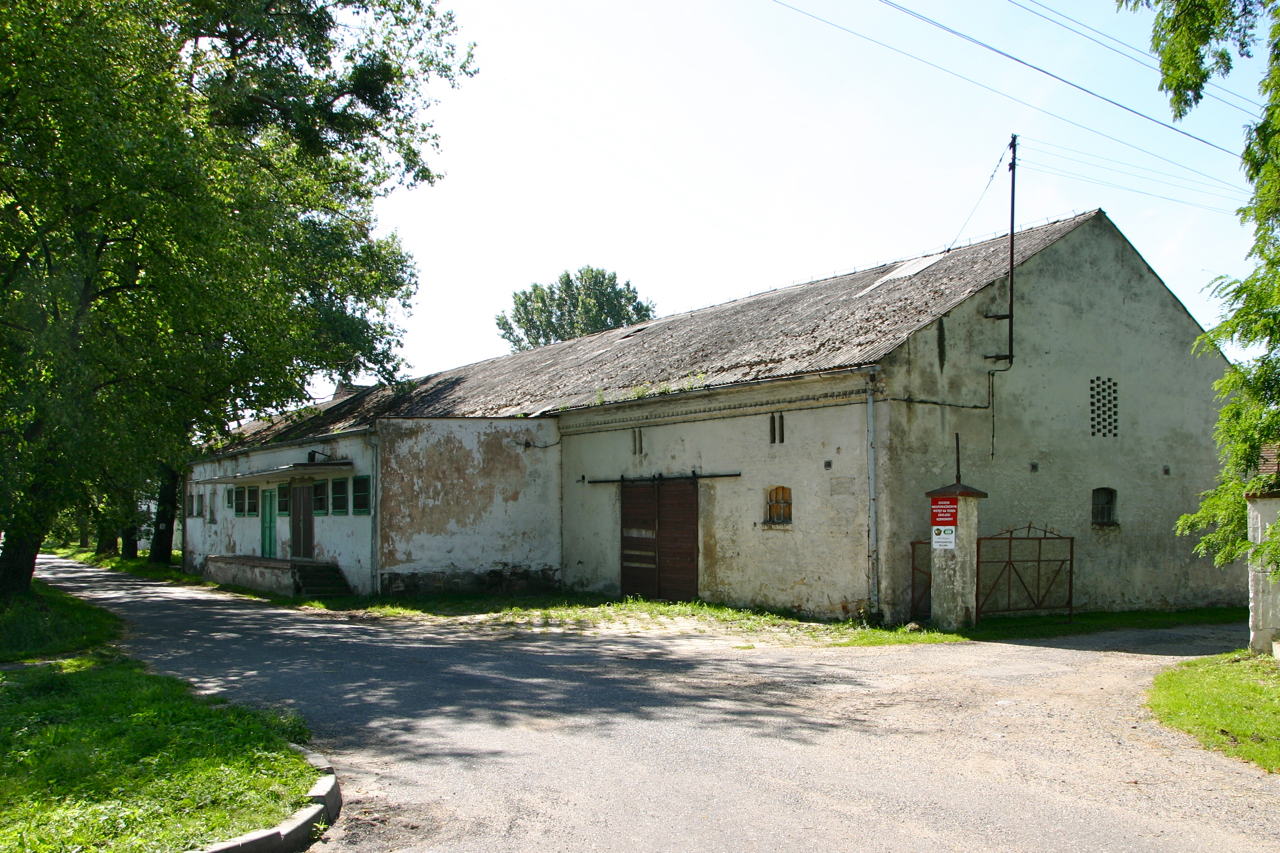
Zabudowania folwarczne (na gruntach powiatu prudnickiego)

Zgodnie z gminną ewidencją zabytków w Buławie chronione są:
- domy nr: 19, 23
- obora, nr 23
- obora, stajnia, spichlerz i mieszkanie w zespole folwarcznym, na gruntach gminy Głogówek, powiatu prudnickiego

## Transport

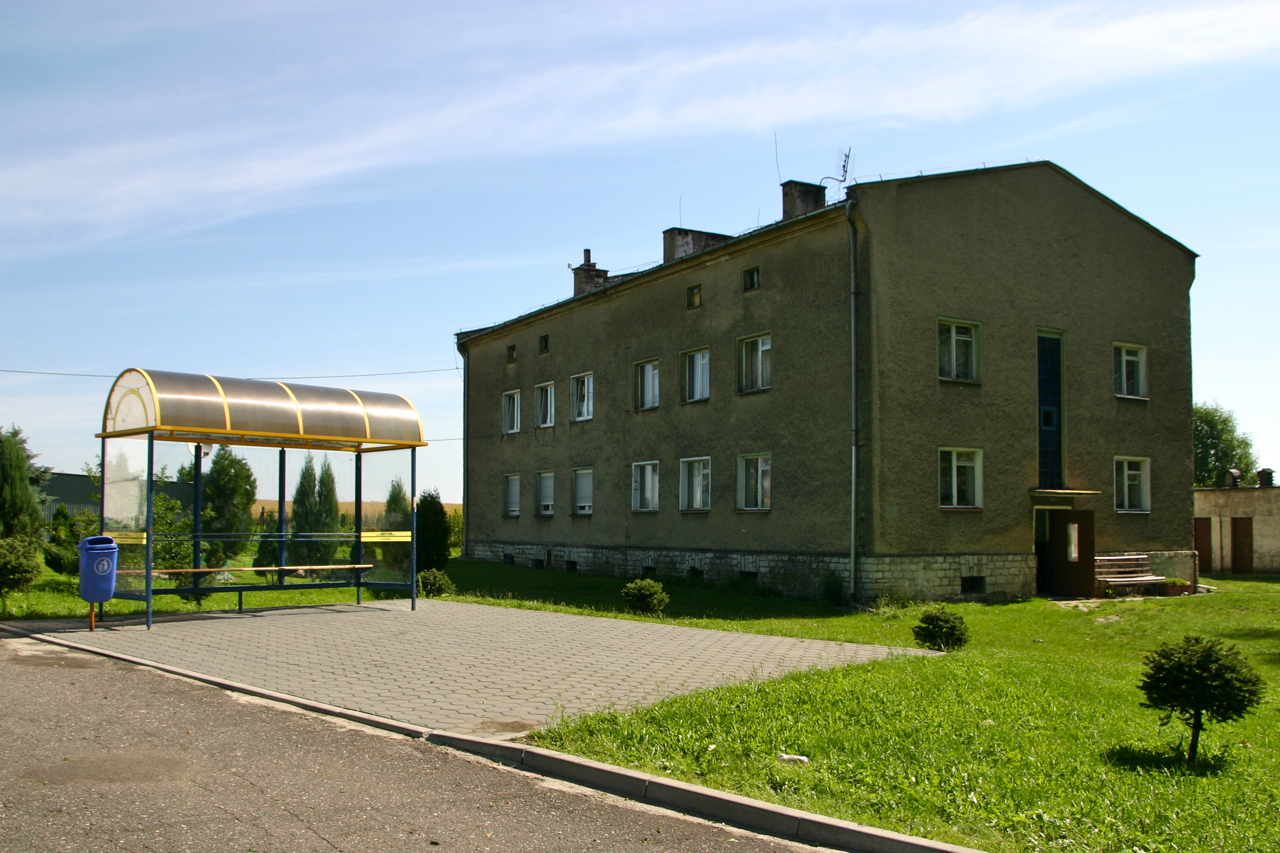
Przystanek autobusowy

W zarządzie Wydziału Drogownictwa Starostwa Powiatowego w Prudniku znajduje się droga powiatowa nr 1255O relacji Zawada – Buława – Pisarzowice.

## Religia
Przysiółek przynależy do parafii rzymskokatolickiej w Pisarzowicach.

## Bezpieczeństwo
Do 1998 bezpieczeństwo pożarowe w Buławie było nadzorowane przez Komendę Rejonową PSP w Prudniku.
Miejscowość jest pod opieką dzielnicowego rejonu służbowego nr 8 Komendy Powiatowej Policji w Krapkowicach.
Teren miejscowości, jak i całej gminy Strzeleczki, położony jest w strefie nadgranicznej w związku z czym Straż Graniczna dysponuje, na tym obszarze, specjalnymi kompetencjami w zakresie bezpieczeństwa. Gminę Strzeleczki obejmuje zasięgiem służbowym placówka Straży Granicznej w Opolu ze Śląskiego Oddziału SG.